# 코스타차로
코스타차로(이탈리아어: Costacciaro)는 이탈리아 움브리아주 페루자도에 있는 코무네다. 페루자에서 북동쪽 40km 거리에 있다. 이 마을은 1250년에 구비오가 페루자가 지배하고 있던 시질로의 요새에 대항하여 요새로서 세워졌으며, 페루자와 구비오의 지배를 받은 후, 15세기에 교황령의 일부가 되었다.